# Арахідонова кислота
Арахідонова кислота (АА, іноді Ара) — це поліненасичена омега-6 жирна кислота 20:4(ω-6). Структурно пов'язана із насиченою арахіновою кислотою, яку знайдено в арахісовій олії.

## Хімія
Згідно хімічної структури. арахідонова кислота — це карбонова кислота з ланцюгом із 20-ти атомів вуглецю, який містить чотири цис-подвійних зв'язків; перший подвійний зв'язок знаходиться на шостому атомі вуглецю з омега кінця.
Деякі хімічні джерела визначають «арахідонову кислоту» для встановлення будь-якої із ейкозатетраєнових кислот. Проте, майже всі праці з біології, медицини та харчування обмежуються цим визначенням для всіх cis-5,8,11,14-ейкозатетраєнонових кислот.

## Біологія
Арахідонова кислота — це поліненасичена жирна кислота, наявна у фосфоліпідах (особливо фосфатидилетаноламині, фосфатидилхоліні, і фосфатидилінозитидах) мембран клітин тіла, і в достатку в мозку, м'язах, печінці. Скелетні м'язи є особливо активним центром утримання арахідонової кислоти, що становить приблизно 10-20 % з фосфоліпідів жирних кислот від загальної кількості.
Крім участі у сигнальній системі клітин в ролі ліпідів вторинного месенджера, які беруть участь у регуляції сигнальних ферментів, таких як ПЛК-γ, ПЛК-δ, і РКС-α-β-і γ-ізоформ, арахідонова кислота є ключовим інтермедіатом запальних сигналів, а також може виступати вазоділатором. (Зверніть увагу на окремі шляхи синтезу, які описані в розділі нижче.)

## Умовно незамінні жирні кислоти

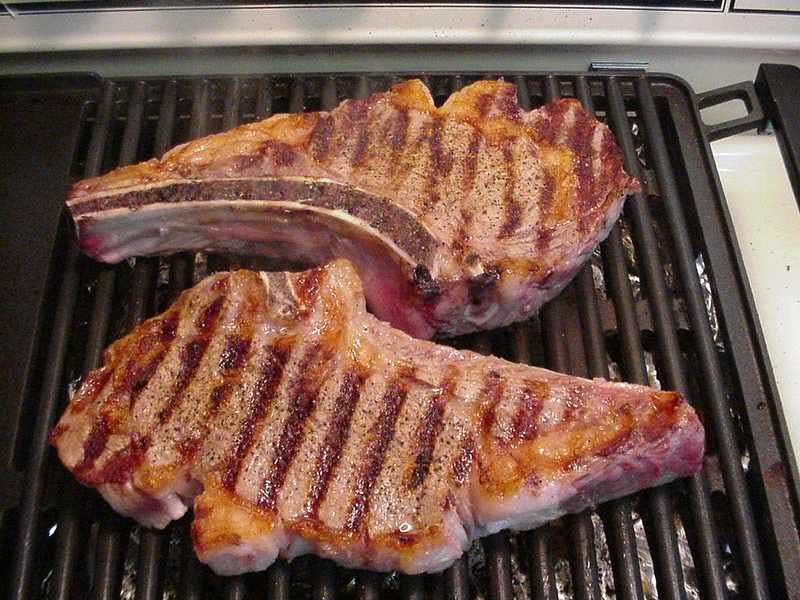
Арахідонова кислота потрапляє в організмі людини, як правило, з продуктами тваринного походження—м'ясо, яйця, молочні продукти, або синтезується з лінолевої кислоти.

Арахідонова кислота не є однією з незамінних жирних кислот. Проте, вона стає життєво необхідною, якщо є дефіцит лінолевої кислоти або організм нездатний перетворювати лінолеву кислоту в арахідонову, яка є обов'язковою для більшості ссавців. Деякі ссавці не здатні, або мають дуже обмежену можливість перетворювати лінолеву кислоту в арахідонову, що робить її важливою складовою їх дієти. З тих пір, як у рослинах стало міститися геть мало арахідонової кислоти, або її було вкрай мало в поширених рослинах, деякі тварини стали облігатними хижаками, типовим прикладом є кішка. Проте, комерційним джерелом арахідонової кислоти є гриб Mortierella Alpina.

## Послідовність синтезу в організмі людини

Синтез ейкозаноїдів

Арахідонова кислота вивільняється з молекули фосфоліпіду під дією ферменту фосфоліпази А2 (PLA2), який відщеплює жирну кислоту, але також можна отримати з дигліцериду за допомогою дигліцерол ліпази.
Арахідонова кислота, яка утворюється для сигнальних цілей, як виявилося, вивільняється під дією фосфатидилхоліну конкретної цитозольної фосфоліпази А2 (cPLA2, 85 kDa), в той час як арахідонова кислота для загальних цілей виробляється під дією низькомолекулярних секреторних PLA2 (sPLAc2, 14-18 kDa).

## Арахідонова кислота в організмі

### Ріст м'язів
Завдяки взаємним перетворенням таких активних компонентів, як простагландини, наприклад PGF2alpha і PGE2 після фізичних навантажень, арахідонова кислота необхідна для відновлення та росту скелетних м'язів.

### Мозок
Арахідонова кислота є однією з найпоширеніших жирних кислот в мозку, і присутня у такій кількості, що й докозагексаєнова кислота (ДГК). Обидві становлять приблизно 20 % від загального вмісту його жирних кислот. Неврологічне здоров'я залежить від достатнього рівня арахідонової кислоти, так само, як і докозогексаєнової кислоти. Між іншим, арахідонова кислота допомагає підтримувати гіпокампу оновлення клітинних мембран. Це також допомагає захистити мозок від окисного стресу шляхом активації пероксисом гама-рецептор, що активується проліфератором. Крім того, арахідонова кислота активує синтаксин-3, білок, який бере участь у зростанні та відновленні нейронів.
Арахідонова кислота бере участь на ранніх стадіях розвитку нейрологістики. В одному із досліджень, яке фінансувалося Американським інститутом здоров'я дитини та розвитку людини, дітям (18 місяців) давали додаткові порції арахідонової кислоти протягом 17 тижнів, і вони продемонстрували значне поліпшення інтелекту, який вимірювався індексом психічного розвитку. Цей ефект підсилюється, якщо одночасно додавати арахідонову та докозогексаєнову кислоти.
У дорослих порушення метаболізму арахідонової кислоти спричиняє неврологічні розлади, такі як хвороба Альцгеймера і біполярний розлад. Це призводить до суттєвих змін в перетворенні арахідонової кислоти в інші біоактивні молекули (надмірна експресія або перешкоди в роботі ферменту каскаду арахідонової кислоти).

### Хвороба Альцгеймера
Дослідження арахідонової кислоти і патогенез хвороби Альцгеймера не такі однозначні, при одному дослідженні арахідонової кислоти та її метаболітів припускає, що вони пов'язані з настанням хвороби Альцгеймера, у той же час як інше дослідження припускає, що добавки з арахідонової кислотою на ранніх стадіях цього захворювання можуть бути ефективні в зменшенні симптомів і уповільнення прогресу хвороби. Необхідні додаткові дослідження добавок арахідонової кислоти для пацієнтів з хворобою Альцгеймера. Інше дослідження показує, що забруднення повітря є джерелом запалення і метаболіти арахідонової кислоти сприяють запаленню.

## Вплив на здоров'я добавок арахідонової кислоти
Добавки арахідонової кислоти в добових дозах по 1000–1500 мг протягом 50 днів добре переносяться в кількох клінічних дослідженнях, не було відзначено будь-яких істотних побічних ефектів. Всі загальні маркери здоров'я, включно із функціональністю нирок та печінки, ліпідів сироватки крові, імунітету, агрегації тромбоцитів як виявилося, не залежать від вживаної кількості та часу споживання. Крім того, більш високі концентрації арахідонової кислоти в м'язевій тканині, можуть бути співвіднесені з поліпшеною чутливістю до інсуліну. Схоже, добавки арахідонової кислоти в раціоні здорових дорослих людей не мають токсичного ефекту та ризиків для здоров'я.
Мета-аналіз, який проводив Університет Кембриджу і шукав взаємозв'язок між серцево-судинною недостатністю та окремими жирними кислотами, повідомили про значне зниження ризиків захворювань серцево-судинної системи при споживанні більшої кількості ейкозопантенової та докозогексаєнової кислот (омега-3 жири), так само добре, як і омега-6 арахідонової кислоти. Наукові консультанти із Американської асоціації здоров'я серця також дали позитивну оцінку на здоров'я харчових омега-6-жирів, включно із арахідоновою кислотою. Не рекомендується обмежувати ці ненасичені жирні кислоти. Насправді в документах вказані рекомендації по індивідуальному харчуванню, в якому 5-10 % калорій мають надходити у вигляді омега-6 жирів, включно із арахідоновою кислотою. Тобто, арахідонова кислота не складає ризику для роботи серця, а грає роль у підтримці оптимального обміну речовин та знижує ризик серцево-судинних захворювань. Тому рекомендується споживати однаково достатню кількість обох, омега-3 та омега-6 жирних кислот для оптимального здоров'я.